# Movimento para a Democracia

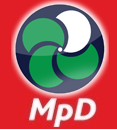
Symbool van de Movimento para a Democracia

De Movimento para a Democracia is een liberale ideologische partij in Kaapverdië. De MpD is een centrumrechtse partij en is niet aangesloten bij een internationaal samenwerkingsverband. De partijleden hebben de bijnaam de ventilatoren, in het Portugees: os ventoinhas, als gevolg van het symbool van de partij dat doet denken aan een ventilator. De partij identificeert zich met de kleur groen.

## Geschiedenis
MpD is opgericht op 14 maart 1990 en hun eerste congres werd gehouden in november 1990. Ze won de eerste parlementsverkiezingen na het afschaffen in Kaapverdië van het eenpartijstelsel en het invoeren van het meerpartijenstelsel met meer dan twee derde van de zetels van de Nationale Assemblee. In de overgangsperiode (eenpartijstelsel naar het meerpartijenstelsel) was de MpD betrokken bij het verwijderen van artikel 4 van de grondwet over het eenpartijstelsel. De MpD heeft ook meegewerkt aan de totstandkoming van de tijdlijn voor de overgangsperiode.

## Programma
Belangrijke programmapunten van de MpD zijn:
- begunstiging vrijhandel
- een open economisch beleid
- meer samenwerking met internationale organisaties, zoals de Wereldhandelsorganisatie en de Economische Gemeenschap van West-Afrikaanse Staten (ECOWAS).

## Feiten en cijfers

### Presidenten van het landKaapverdië
- António Mascarenhas Monteiro (1991–2001)
- Jorge Carlos Fonseca (2011–2021)

### Zetels in deNationale Assemblee[1]
- 1991: 66,41% van de stemmen en 56 van de 79 zetels (meerderheid)
- 1996: 61,30% van de stemmen en 50 van de 72 zetels (meerderheid)
- 2001: 40,55% van de stemmen en 30 van de 72 zetels
- 2006: 44,02% van de stemmen en 29 van de 72 zetels
- 2011: 42,27% van de stemmen en 32 van de 72 zetels
- 2016: 54,48% van de stemmen en 40 van de 72 zetels (meerderheid)
- 2021: 48,78% van de stemmen en 38 van de 72 zetels

### Partijvoorzitters
- Carlos Veiga (2008–2013)
- Ulisses Correia e Silva (sinds 2013)